# Championnat de Somalie de football 2018
Navigation
Edition précédente Edition suivante
La saison 2017-2018 du Championnat de Somalie de football est la 45e édition du championnat de première division nationale. Les dix clubs engagés sont regroupés au sein d'une poule unique où ils s'affrontent à deux reprises au cours de la saison. À l'issue du championnat, les deux derniers du classement sont relégués et remplacés par les deux meilleurs clubs de deuxième division.
C'est le Dekedaha Football Club, tenant du titre, qui remporte à nouveau la compétition cette saison après avoir terminé en tête du classement final, avec un seul point d'avance sur Banaadir Sports Club. Il s'agit du quatrième titre de champion de Somalie de l'histoire du club.

## Participants
- Elman Football Club
- Batroolka FC - Promu de Second Division
- Madbacadda FC - Promu de Second Division
- Banaadir Sports Club
- Horsed Football Club
- Jeenyo United
- Dekedaha Football Club
- Gaadiidka FC
- Waxool FC
- Heegan Football Club

## Compétition

### Classement
Le classement est établi sur le barème de points classique (victoire à 3 points, match nul à 1, défaite à 0). Pour départager les égalités, on tient d'abord compte de la différence de buts générale, puis du nombre de buts marqués, puis des confrontations directes.
| Rang | Équipe                  | Pts | J  | G  | N | P  | Bp | Bc | Diff |
| ---- | ----------------------- | --- | -- | -- | - | -- | -- | -- | ---- |
| 1    | Dekedaha Football ClubT | 39  | 18 | 11 | 6 | 1  | 45 | 10 | +35  |
| 2    | Banaadir Sports ClubC   | 38  | 18 | 11 | 5 | 2  | 39 | 19 | +20  |
| 3    | Heegan Football Club    | 36  | 18 | 10 | 6 | 2  | 36 | 11 | +25  |
| 4    | Horsed Football Club    | 34  | 18 | 9  | 7 | 2  | 33 | 12 | +21  |
| 5    | Elman Football Club     | 22  | 18 | 6  | 4 | 8  | 37 | 36 | +1   |
| 6    | Jeenyio United          | 17  | 18 | 4  | 5 | 9  | 22 | 31 | -9   |
| 7    | Gaadiidka FC            | 17  | 18 | 4  | 5 | 9  | 23 | 33 | -10  |
| 8    | Madbacadda FCP          | 17  | 18 | 3  | 8 | 7  | 16 | 34 | -18  |
| 9    | Batroolka FCP           | 12  | 18 | 2  | 6 | 10 | 16 | 46 | -30  |
| 10   | Waxool FC               | 11  | 18 | 3  | 2 | 13 | 14 | 49 | -35  |

|  | Champion de Somalie 2018                                                              |
|  | Qualification pour la Coupe de la confédération 2019-2020                             |
|  | Qualification pour la Coupe Kagame inter-club 2019                                    |
|  | Relégation directe en Second Division                                                 |
|  | T : Tenant du titre C : Vainqueur de la Coupe de Somalie P : Promu de Second Division |

## Bilan de la saison
| Championnat de Somalie de football 2018 |                                   |
| Champion                                | Dekedaha Football Club (4e titre) |
| Coupes et trophées                      |                                   |
| Vainqueur de la Coupe de Somalie 2018   | Banaadir Sports Club              |
| Qualifications continentales            |                                   |
| Ligue des champions de la CAF 2018-2019 | Aucun                             |
| Coupe de la confédération 2019-2020     | Banaadir Sports Club              |
| Coupe Kagame inter-club 2019            | Heegan Football Club              |
| Promotions et relégations               |                                   |
| Promus en First Division                | Jazeera FC                        |
| Promus en First Division                | Midnimo FC                        |
| Relégués en Second Division             | Batroolka FC                      |
| Relégués en Second Division             | Waxool FC                         |